# Victor Hardung
Victor Hardung (* 3. November 1861 in Essen; † 2. Juli 1919 in St. Gallen) war ein deutsch-schweizerischer Journalist und Schriftsteller.

## Leben

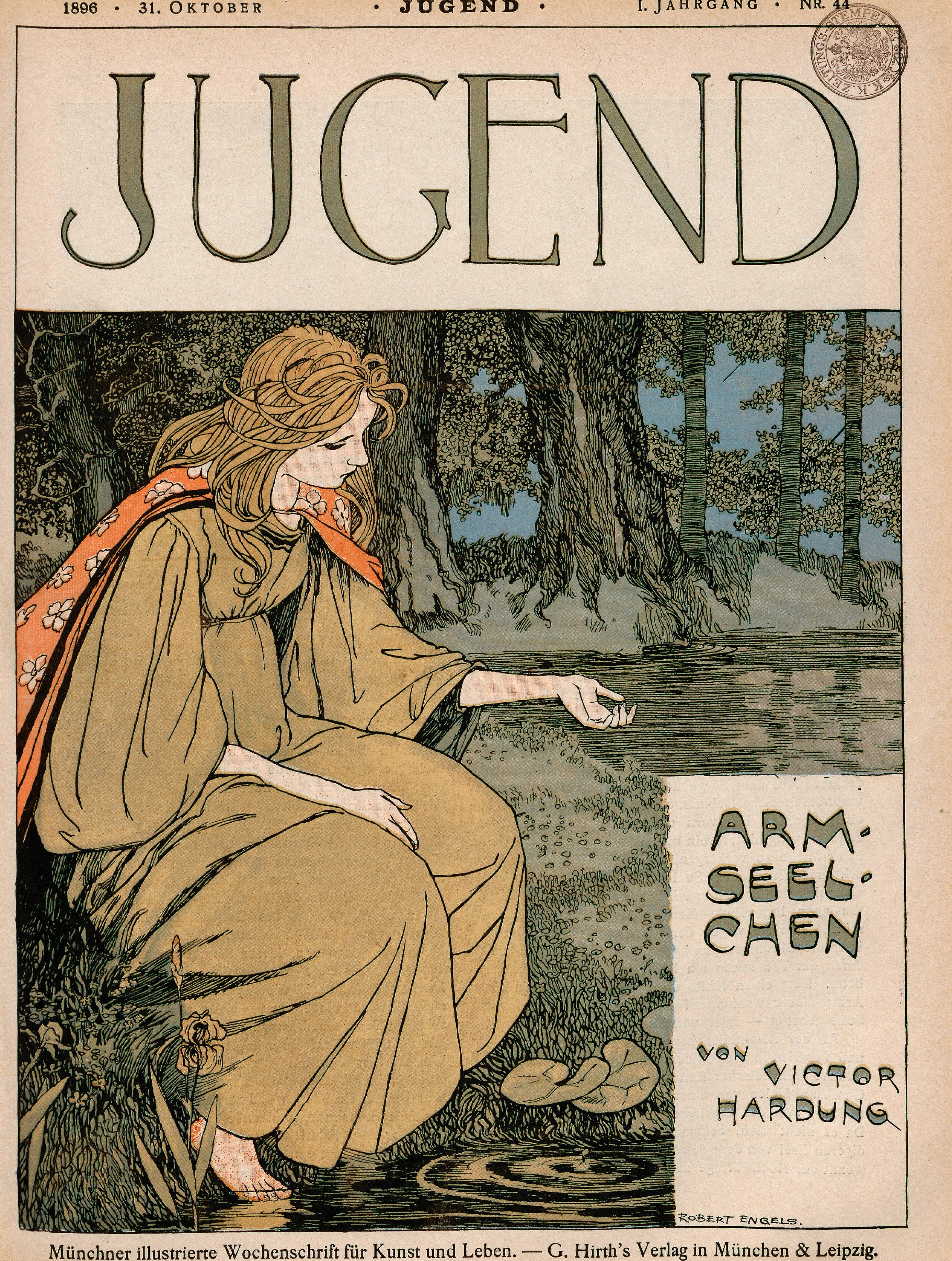
Eine von Robert Engels illustrierte Kurzgeschichte in der Zeitschrift Jugend (1896)

Victor Hardung war der Sohn eines Architekten aus Essen. Hardung war anfangs beim preußischen Oberbergamt in Bonn tätig. Anschließend betrieb er landwirtschaftliche und medizinische Studien; danach studierte er bis 1893 Germanistik, Philosophie und Staatswissenschaften an den Universitäten Straßburg und Zürich. Ab 1893 lebte er als Journalist und Schriftsteller in Zürich. Er gab den Schweizerischen Litteratur-Kalender heraus und war Redakteur des Volksfreunds in Flawil, Kanton St. Gallen.
Von 1899 bis 1916 gehörte er der Feuilleton-Redaktion des St. Galler Tageblatts an. Zwischen 1906 und 1910 hörte er nochmals staatsrechtliche und volkswirtschaftliche Vorlesungen an der Universität Zürich. Hardung erhielt 1917 das Schweizer Bürgerrecht, sein Heimatort war Egg im Kanton Zürich. Zuletzt lebte er im St. Galler Stadtteil Notkersegg.
Victor Hardung war Verfasser von erzählenden Werken, Gedichten und Theaterstücken. Die Themen seiner Werke entstammen häufig der Mythologie oder der antiken Geschichte.

## Werke
- Die Kreuzigung Christi, Paderborn 1889
- Sonnwendfeuer, Zürich 1891
- Zur siebenten Säkularfeier der Gründung der Stadt Bern, Bern 1891 (zusammen mit Gottfried Schlumpf)
- Lieder zweier Freunde, Zürich 1892 (zusammen mit Hermann Stegemann)
- Königin Rose, St. Gallen 1893
- Fortunatus, Glarus 1895
- Im Reigen, Glarus 1895
- Die Wiedertäufer in Münster, Glarus 1895
- Sälde, Frauenfeld 1903
- Kydippe, Schkeuditz 1905
- Seligkeiten, Zürich [u. a.] 1907
- Die Brokatstadt, Frauenfeld 1909
- Die Gedichte, Zürich 1910
- Godiva, Zürich 1911
- Daphne, St. Gallen 1913
- Heimkehr, St. Gallen 1913
- Hypermnestra, St. Gallen 1915
- Durch Heirat zur Ehe, Zürich 1916
- Isanthe, Basel 1918
- Die Liebesfahrten der Eisheiligen, Braunschweig [u. a.] 1921
- Die Hirtenflöte, Elgg 1969
- Verbotene Früchte, Elgg 1970